# Bacqueville-en-Caux
Bacqueville-en-Caux – miejscowość i gmina we Francji, w regionie Normandia, w departamencie Sekwana Nadmorska.
Według danych na rok 1990 gminę zamieszkiwało 1640 osób, a gęstość zaludnienia wynosiła 135 osób/km² (wśród 1421 gmin Górnej Normandii Bacqueville-en-Caux plasuje się na 138. miejscu pod względem liczby ludności, natomiast pod względem powierzchni na miejscu 238.).